# Monochroa saltenella
Monochroa saltenella is een vlinder uit de familie tastermotten (Gelechiidae). De wetenschappelijke naam is voor het eerst geldig gepubliceerd in 1928 door Benander.
De soort komt voor in Europa.